# Braun József
Braun József, Barna (Budapest, 1901. február 26. – Harkov mellett, 1943. február) labdarúgó, banktisztviselő, az MTK jobbszélsője.

## Pályafutása
Már 13 éves korában a VAC ifjúsági játékosa volt. Két év múlva Jimmy Hogan edző invitálására a Magyar Testgyakorlók Köre csapatába került. 1918. október 6-án játszott először a válogatott csapatban. 1924-ben az olimpiai csapat tagja volt. Utolsó válogatott mérkőzésére 1926-ban került sor. A címeres mezt 27 alkalommal ölthette magára, magyar színekben 11 gólt szerzett. 1921-ben súlyos sérülést szenvedett, de kitartásának köszönhetően még visszatért, de 25 éves korában végleg fel kellett hagynia a labdarúgással. Korának legjobb labdarúgói között tartották számon. Az MTK-val nyolc bajnokságot nyert. 1943-ban munkaszolgálatosként halt meg.

## Statisztika

### Mérkőzései a válogatottban

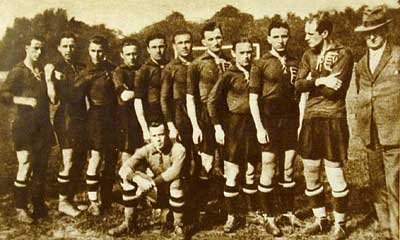
Fogl Károly, Opata Zoltán, Hirzer Ferenc, Jeny Rudolf, Eisenhoffer József, Guttmann Béla, Mándi Gyula, Obitz Gábor, Braun József, Orth György, Kiss Gyula

| Magyarország | Magyarország         | Magyarország                    | Magyarország      | Magyarország | Magyarország      | Magyarország          | Magyarország | Magyarország |
| #            | Dátum                | Helyszín                        | Hazai             | Eredmény     | Vendég            | Kiírás                | Gólok        | Esemény      |
| ------------ | -------------------- | ------------------------------- | ----------------- | ------------ | ----------------- | --------------------- | ------------ | ------------ |
| 1.           | 1918. október 6.     | Bécs, WAC-Platz                 | Ausztria          | 0 – 3        | Magyarország      | barátságos            | -            |              |
| 2.           | 1919. április 6.     | Budapest, Üllői úti pálya       | Magyarország      | 2 – 1        | Ausztria          | barátságos            | 1            | 80'          |
| 3.           | 1919. november 9.    | Budapest, Hungária körúti pálya | Magyarország      | 3 – 2        | Ausztria          | barátságos            | -            |              |
| 4.           | 1920. május 2.       | Bécs, WAC-Platz                 | Ausztria          | 2 – 2        | Magyarország      | barátságos            | -            |              |
|              | 1920. május 14.      | Pforzheim                       | Dél-Németország   | 0 – 1        | Magyarország      | barátságos            | -            |              |
| 5.           | 1920. október 24.    | Berlin, Deutsches Stadion       | Németország       | 1 – 0        | Magyarország      | barátságos            | -            |              |
| 6.           | 1920. november 7.    | Budapest, Hungária körúti pálya | Magyarország      | 1 – 2        | Ausztria          | barátságos            | 1            | 58'          |
| 7.           | 1921. április 24.    | Bécs, Simmering-pálya           | Ausztria          | 4 – 1        | Magyarország      | barátságos            | -            |              |
| 8.           | 1921. június 5.      | Budapest, Hungária körúti pálya | Magyarország      | 3 – 0        | Németország       | barátságos            | 1            | 47'          |
|              | 1921. június 26.     | Budapest, Üllői úti pálya       | Magyarország      | 3 – 0        | Dél-Németország   | barátságos            | -            | Gól          |
|              | 1921. október 23.    | Budapest, Hungária körúti pálya | Magyarország      | 3 – 2        | Közép-Németország | barátságos            | -            |              |
| 9.           | 1921. november 6.    | Budapest, Üllői úti pálya       | Magyarország      | 4 – 2        | Svédország        | barátságos            | -            | 46'          |
|              | 1922. augusztus 27.  | Lipcse                          | Közép-Németország | 3 – 5        | Magyarország      | barátságos            | -            | Gól          |
| 10.          | 1922. szeptember 24. | Bécs, Hohe Warte                | Ausztria          | 2 – 2        | Magyarország      | barátságos            | -            |              |
| 11.          | 1923. március 4.     | Genova, Marassi-stadion         | Olaszország       | 0 – 0        | Magyarország      | barátságos            | -            |              |
| 12.          | 1923. március 11.    | Lausanne                        | Svájc             | 1 – 6        | Magyarország      | barátságos            | -            |              |
| 13.          | 1923. május 6.       | Bécs, Hohe Warte                | Ausztria          | 1 – 0        | Magyarország      | barátságos            | -            |              |
| 14.          | 1923. augusztus 19.  | Budapest, Üllői úti pálya       | Magyarország      | 3 – 1        | Finnország        | barátságos            | 2            | 50' 53'      |
| 15.          | 1923. október 28.    | Budapest, Üllői úti pálya       | Magyarország      | 2 – 1        | Svédország        | barátságos            | -            |              |
| 16.          | 1924. április 6.     | Budapest, Hungária körúti pálya | Magyarország      | 7 – 1        | Olaszország       | barátságos            | 2            | 17' 42'      |
| 17.          | 1924. május 4.       | Budapest, Hungária körúti pálya | Magyarország      | 2 – 2        | Ausztria          | barátságos            | -            |              |
| 18.          | 1924. május 18.      | Zürich, Sportplatz Förrlibuck   | Svájc             | 4 – 2        | Magyarország      | barátságos            | 1            | 66'          |
| 19.          | 1924. május 26.      | Párizs, Bergeyre-pálya (FRA)    | Magyarország      | 5 – 0        | Lengyelország     | olimpia, első forduló | -            |              |
| 20.          | 1924. május 29.      | Párizs, Stade-Paris pálya (FRA) | Egyiptom          | 3 – 0        | Magyarország      | olimpiai nyolcaddöntő | -            |              |
| 21.          | 1924. augusztus 31.  | Budapest, Üllői úti pálya       | Magyarország      | 4 – 0        | Lengyelország     | barátságos            | -            |              |
| 22.          | 1924. szeptember 14. | Bécs, Hohe Warte                | Ausztria          | 2 – 1        | Magyarország      | barátságos            | -            |              |
| 23.          | 1924. szeptember 21. | Budapest, Üllői úti pálya       | Magyarország      | 4 – 1        | Németország       | barátságos            | -            |              |
| 24.          | 1926. június 6.      | Budapest, Üllői úti pálya       | Magyarország      | 2 – 1        | Csehszlovákia     | barátságos            | -            |              |
| 25.          | 1926. szeptember 19. | Bécs, Hohe Warte                | Ausztria          | 2 – 3        | Magyarország      | barátságos            | -            |              |
| 26.          | 1926. november 14.   | Budapest, Üllői úti pálya       | Magyarország      | 3 – 1        | Svédország        | barátságos            | 1            | 4'           |
| 27.          | 1926. december 19.   | Vigo                            | Spanyolország     | 4 – 2        | Magyarország      | barátságos            | 1            | 84'          |
| 28.          | 1926. december 26.   | Porto                           | Portugália        | 3 – 3        | Magyarország      | barátságos            | 1            | Gól          |
|              | Összesen             |                                 |                   | 28           | mérkőzés          |                       | 11           | gól          |